# Panagiotis Giannakis
Panagiotis Giannakis (en grec Παναγιώτης Γιαννάκης; Níkea, 1 de gener de 1959) és un exjugador i entrenador de bàsquet grec. Com a jugador ocupava la posició de base. Ha sigut seleccionador de Grècia.

## Carrera com a jugador
Fou membre de la selecció grega que es va proclamar campiona de l'Eurobasket 1987, formant parella de bases amb Nikos Galis, qui també era el seu company a l'Aris Salònica BC.
Dos anys després, el 1989, aconseguí amb la selecció grega la medalla de plata en l'Eurobasket 1989 celebrat a Zagreb.
Amb el Panathinaikos, va guanyar l'Eurolliga el 1996, després de quatre participacions en la Final Four. Va posar fi a la seua carrera com a jugador després dels Jocs Olímpics d'Atlanta de 1996.

## Carrera com a entrenador
Va començar la seua carrera com a entrenador el 1997. El 2005 portà la selecció de Grècia a guanyar la medalla d'or a l'Eurobasket 2005 disputat a Belgrad. El 2006 aconseguí la medalla de plata en el Campionat del Món del Japó, després d'haver vençut en la semifinal els Estats Units.

## Clubs

### Com a jugador
- 1972-1984 Ionikos Nikaias BC
- 1984-1993 Aris Salònica BC
- 1993-1994 Panionios BC
- 1994-1996 Panathinaikos BC

### Com a entrenador
- 1997-1998 Selecció de Grècia
- 1998-2002 Panionios BC
- 2002-2006 Maroussi BC
- 2004-2008 Selecció de Grècia
- 2008-2010 Olympiacos BC
- 2012-2013 Limoges CSP
- 2013-2014 Selecció de la Xina
- 2017-2018 Aris Salònica BC

## Palmarés com a Jugador

### Clubs
- Campió de la segona divisió grega: 1975
- 7x Campió de la lliga de Grècia: 1985, 1986, 1987, 1988, 1989, 1990, 1991
- 7x Campió de la Copa de Grècia: 1985, 1987, 1988, 1989, 1990, 1992, 1996
- Campió de la Recopa d'Europa: 1993
- Campió de l'Eurolliga: 1996
- Nomenat un dels 50 grans contribuïdors de la història de l'Eurolliga: 2008[1]
- Màxim anotador de la lliga de Grècia: 1980
- Màxim assistent de la lliga de Grècia: 1989

### Selecció grega
- Medalla de plata en el Campionat d'Europa sub-16 de 1975:

- Medalla d'or en els Jocs Mediterranis 1979:

- Medalla d'or en l'Eurobasket 1987:

- Medalla de plata en l'Eurobasket 1989:

## Palmarés com a entrenador

### Clubs
- Campió de la Copa de Grècia: 2010
- Millor entrenador de la lliga de Grècia: 2004, 2006

### Selecció grega
- Medalla d'or en l'Eurobasket 2005:

- Medalla d'or en la Copa Stanković 2006:

- Medalla de plata en el Campionat del Món del Japó de 2006:

- És l'única persona que ha guanyat l'Eurobasket com a jugador (Eurobasket 1987) i com a entrenador (Eurobasket 2005)[2]